# Hermandad y Cofradía de San Juan Evangelista (Albacete)
La Hermandad y Cofradía de San Juan Evangelista es una cofradía de la Semana Santa de Albacete (España).
Tiene su sede canónica en la Catedral de San Juan Bautista de Albacete. Fue fundada en 1926. Cuenta con una imagen: San Juan Evangelista (1942).
Procesiona en Lunes Santo (procesión infantil), Miércoles Santo (La Pasión), Jueves Santo (El Encuentro y Dolor en la Noche), Viernes Santo (Santo Entierro) y Domingo de Resurrección (El Resucitado). Su hábito está compuesto por capuz blanco, túnica blanca y capa granate.
El rey Felipe VI es cofrade mayor honorario de esta cofradía.

## Enlaces de interés
- Wikimedia Commons alberga una categoría multimedia sobre Hermandad y Cofradía de San Juan Evangelista.

- Datos: Q43261584